# Jüdischer Friedhof (Brzozów)
Koordinaten: 49° 41′ 21,8″ N, 22° 0′ 19,1″ O

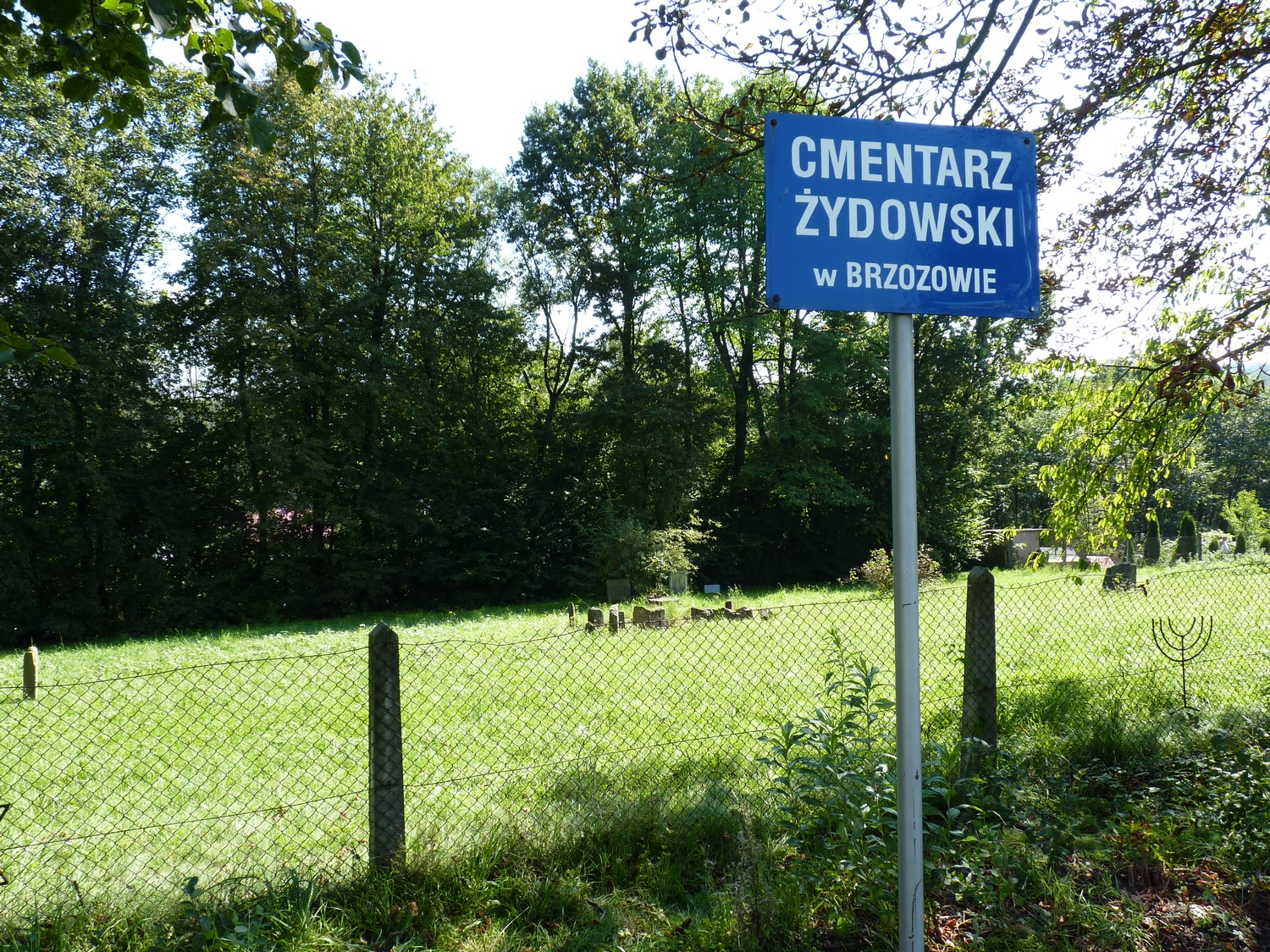
Jüdischer Friedhof in Brzozów

Der Jüdische Friedhof in Brzozów, einer polnischen Stadt im Powiat Brzozowski in der Woiwodschaft Karpatenvorland, wurde in der ersten Hälfte des 19. Jahrhunderts angelegt. Auf dem circa 0,36 Hektar großen jüdischen Friedhof sind heute noch viele Grabsteine erhalten.